# Mastinomorphus misionensis
Mastinomorphus misionensis är en skalbaggsart som först beskrevs av Wittmer 1950.  Mastinomorphus misionensis ingår i släktet Mastinomorphus och familjen Phengodidae. Inga underarter finns listade i Catalogue of Life.